# Jutta Nardenbach
Jutta Nardenbach (* 13. August 1968 in Bendorf; † 8. Juni 2018) war eine deutsche Fußballspielerin.

## Leben
Jutta Nardenbach spielte in ihrer Laufbahn für den TuS Ahrbach, den TSV Siegen, den FC Rumeln-Kaldenhausen (während ihrer Zeit dort umbenannt in FCR Duisburg), den SC 07 Bad Neuenahr, den 1. FFC Frankfurt, den FFC Brauweiler Pulheim sowie die SG Essen-Schönebeck.
Mit der deutschen Fußballnationalmannschaft der Frauen wurde die Abwehrspielerin 1989 und 1991 Europameisterin. Für diesen Erfolg wurden sie und die deutsche Frauenfußballnationalmannschaft mit dem Silbernen Lorbeerblatt ausgezeichnet. Sie nahm 1996 an den Olympischen Spielen in Atlanta teil und schied dort mit der Mannschaft in der Vorrunde aus. Insgesamt spielte sie zwischen 1986 und 1996 59-mal in der Nationalmannschaft (30 Spiele für TuS Ahrbach, 29 Spiele für TSV Siegen) und erzielte dabei 4 Tore.
Mit ihren drei Vereinsmannschaften errang sie unten aufgeführte Erfolge.
Aus gesundheitlichen Gründen unterbrach Nardenbach 2004 ihre Karriere als Spielerin. In der Saison 2005/06 trainierte sie die Juniorinnen des FC Urbar und war kurzzeitig Mädchenreferentin des FV Rheinland. Zur Spielzeit 2006/07 unterschrieb Jutta Nardenbach einen Vertrag als Trainerin der Mädchen des 1. FFC Montabaur und spielte in der 1. Mannschaft. Zudem war sie mehrere Jahre für ein Sportgeschäft in Ruppach-Goldhausen in der Vereinskundenbetreuung tätig.

## Erfolge
TSV Siegen
- Deutscher Meister 1991, 1992, 1994
- DFB-Pokal-Sieger 1993
- DFB-Supercup-Sieger 1992

FCR Duisburg 55
- DFB-Pokal-Sieger 1998

1. FFC Frankfurt
- UEFA Women’s Cup-Sieger 2002
- Deutscher Meister 2001, 2002
- DFB-Pokal-Sieger 2001, 2002